# Halictus argilos
Halictus argilos là một loài Hymenoptera trong họ Halictidae. Loài này được Ebmer mô tả khoa học năm 2005.